# Markus Schleicher (Radsportler)
Markus Schleicher (* 6. August 1967 in Fulda) ist ein ehemaliger deutscher Radrennfahrer.

## Sportliche Laufbahn
Schleicher war Straßenradsportler. 1985 gewann Schleicher die Meisterschaft der Junioren im Straßenrennen. Als Amateur war er 1989 in der Internationalen Ernst-Sachs-Tour (früher Mainfranken-Tour) erfolgreich. Er war Mitglied der Nationalmannschaft des Bundes Deutscher Radfahrer und bestritt den Grand Prix Guillaume Tell und die Tour de l’Avenir (ausgeschieden). Im Rennen der UCI-Straßen-Weltmeisterschaften 1989 kam er auf den 26. Rang.
1990 wurde er Berufsfahrer im Radsportteam Team Stuttgart und blieb bis 1992 als Radprofi aktiv. In der Irland-Rundfahrt 1990 holte er einen Etappensieg. Das Eintagesrennen Omloop Schelde-Durme (vor Jan Bogaert) gewann Schleicher 1991, die Schweden-Rundfahrt beendete er auf dem 8. Platz. Im Giro d’Italia 1992 wurde er 145., in der Vuelta a España 1991 war er ausgeschieden.